# Филипповка (Кунгурский район)
Филипповка — село в Пермском крае России. 
Входит в Кунгурский район в рамках административно-территориального устройства и в Кунгурский муниципальный округ в рамках организации местного самоуправления.
Население 2210 человек (2021).

## География
Расположено на берегу реки Сылва.
В Филипповке — девять улиц (Дружбы, Кольцевая, Лукина, Молодёжная, Полевая, Солнечная, Труда и Художественный переулок), но большая часть домов улицы адреса не имеют.

## История
Поселение упоминается в письменных источниках с 1668 г. Первоначально носило название д. Банная. Селом стало в 1680 г., когда здесь была построена деревянная церковь во имя Святого Филиппа, митрополита Московского, и тогда же получило новое наименование — с. Филипповское (название дано по местной церкви).
В 1924 г. в селе была организована известняковая артель, занимавшаяся переработкой местного месторождения известняка. Позднее (до 1963 г.) здесь работал известняковый завод. В феврале 1969 г. образован завод стройматериалов.
С 1929 г. существовала сельхозартель «Большевик» (бригадир этого колхоза Андрей Андриянович Криницын (1897—1967 гг.) и председатель колхоза Федор Сергеевич Подосенов (1894—1971 гг.) за высокие трудовые достижения были удостоены 19 марта 1948 г. звания Героя Социалистического труда).
Филипповка являлась центром Филипповской волости Кунгурского уезда Пермской губернии (до 1920-х годов), Филипповского сельского совета (до декабря 2004 года)., Филипповского сельского поселения Кунгурского муниципального района (с 2004 до 2020 года).

## Население
| 2008 | 2010  | 2021  |
| ---- | ----- | ----- |
| 2000 | ↗2048 | ↗2210 |

## Инфраструктура
В Филипповке расположены ООО «Филипповский карьер» и ГУП совхоз «Сылвенский» Пермского отделения Свердловской железной дороги.

## Туризм
- На территории Филипповки сохранилась двухпрестольная церковь Филиппа, митрополита Московского, с прилегающим к ней кладбищем. Церковь построена в 1772 году. Была закрыта в 1936 г. В советские времена здесь располагался Дом культуры. В настоящее время (2011 г.) ведётся реконструкция церкви. В малом приделе по праздникам проходят службы.
- У подножия пещеры находится туристический комплекс «Сталагмит». Зимой по склону пещеры проходит горнолыжная трасса.
- Вверх по Сылве за Филипповкой располагается заказник «Предуралье», который курируют ученые Пермского университета. В нескольких километрах от Филипповки, на территории заказника, находится привлекающий многочисленных туристов и альпинистов скальный массив Ермак-Камень.
- Кунгурская ледяная пещера.
- Филипповское обнажение, геологический памятник природы местного значения (площадь — 0,2 га, расположено в центре села), представляющее собой обнажения доломитов и известняков (взято под охрану 12 декабря 1991 г.)[2].

## Транспорт
- Филипповский мост, построенный в 1986 г., делит село на две части: старая Филипповка и новая Филипповка.

## Галерея
- Село
- Старый крест у Церкви Филиппа
- Бывшая библиотека
- Старое надгробье у стены Церкви Филиппа
- река Сылва